# Wagneria dilatata
Wagneria dilatata är en tvåvingeart som beskrevs av Kugler 1977. Wagneria dilatata ingår i släktet Wagneria och familjen parasitflugor.
Artens utbredningsområde är Israel. Inga underarter finns listade i Catalogue of Life.